# Mark Arcobello
Mark Robert Arcobello, född 12 augusti 1988, är en amerikansk professionell ishockeyspelare som spelar för Toronto Maple Leafs i National Hockey League (NHL). Han har tidigare spelat på NHL-nivå för Edmonton Oilers, Nashville Predators, Pittsburgh Penguins och Arizona Coyotes och på lägre nivåer för Oklahoma City Barons i American Hockey League (AHL), Stockton Thunder i ECHL och Yale Bulldogs (Yale University) i National Collegiate Athletic Association (NCAA).
Han blev aldrig draftad av någon NHL-organisation.

## Statistik
| 2006–2007   | Yale Bulldogs        | NCAA        | 29  | 10 | 14  | 24  | 49  | —  | —  | —  | —  | —  |
| 2007–2008   | Yale Bulldogs        | NCAA        | 34  | 7  | 14  | 21  | 40  | —  | —  | —  | —  | —  |
| 2008–2009   | Yale Bulldogs        | NCAA        | 34  | 17 | 18  | 35  | 68  | —  | —  | —  | —  | —  |
| 2009–2010   | Yale Bulldogs        | NCAA        | 34  | 15 | 21  | 36  | 46  | —  | —  | —  | —  | —  |
| 2010–2011   | Oklahoma City Barons | AHL         | 26  | 11 | 11  | 22  | 4   | 6  | 1  | 1  | 2  | 0  |
|             | Stockton Thunder     | ECHL        | 33  | 7  | 13  | 20  | 10  | —  | —  | —  | —  | —  |
| 2011–2012   | Oklahoma City Barons | AHL         | 73  | 17 | 26  | 43  | 28  | 14 | 5  | 8  | 13 | 6  |
| 2012–2013   | Edmonton Oilers      | NHL         | 1   | 0  | 0   | 0   | 0   | —  | —  | —  | —  | —  |
|             | Oklahoma City Barons | AHL         | 74  | 22 | 46  | 68  | 48  | 17 | 12 | 8  | 20 | 14 |
| 2013–2014   | Edmonton Oilers      | NHL         | 41  | 4  | 14  | 18  | 8   | —  | —  | —  | —  | —  |
|             | Oklahoma City Barons | AHL         | 15  | 10 | 18  | 28  | 6   | —  | —  | —  | —  | —  |
| 2014–2015   | Edmonton Oilers      | NHL         | 36  | 7  | 5   | 12  | 12  | —  | —  | —  | —  | —  |
|             | Nashville Predators  | NHL         | 4   | 1  | 0   | 1   | 0   | —  | —  | —  | —  | —  |
|             | Pittsburgh Penguins  | NHL         | 10  | 0  | 2   | 2   | 2   | —  | —  | —  | —  | —  |
|             | Arizona Coyotes      | NHL         | 27  | 9  | 7   | 16  | 6   | —  | —  | —  | —  | —  |
| NHL totalt  | NHL totalt           | NHL totalt  | 119 | 21 | 28  | 49  | 28  | —  | —  | —  | —  | —  |
| AHL totalt  | AHL totalt           | AHL totalt  | 188 | 60 | 101 | 161 | 86  | 37 | 18 | 17 | 35 | 20 |
| ECHL totalt | ECHL totalt          | ECHL totalt | 33  | 7  | 13  | 20  | 10  | —  | —  | —  | —  | —  |
| NCAA totalt | NCAA totalt          | NCAA totalt | 131 | 49 | 67  | 116 | 203 | —  | —  | —  | —  | —  |